# Boss (série télévisée)
Pour les articles homonymes, voir Boss (homonymie).
Boss est une série télévisée américaine en dix-huit épisodes d'environ 55 minutes créée par Farhad Safinia et diffusée entre le 21 octobre 2011 et le 19 octobre 2012 sur la chaîne Starz et sur Super Channel au Canada.
En France, la série est diffusée depuis le 15 septembre 2012 sur Orange Cinenovo renommée OCS Novo une semaine plus tard et au Québec depuis le 7 mars 2016 sur le service ICI TOU.TV, mais reste inédite dans les autres pays francophones.

## Synopsis
Chez Tom Kane, maire de Chicago, a été diagnostiquée la démence à corps de Lewy, un grave trouble neurologique. Souhaitant rester en place, l'homme à poigne fait contraindre son médecin, le Dr Ella Harris, à l'isolement, et ne se confie qu'à sa fille avec laquelle les relations semblent pourtant chargées d'un long passif. Sa femme, Meredith, fille de l'ancien maire, ainsi que ses proches conseillers, Kitty O'Neill et Ezra Stone, sont témoins de légers symptômes de la maladie, mais n'osent pas lui en parler ouvertement. De nombreuses affaires de corruption ont lieu dans l'ombre de ce maire omnipotent et autoritaire. Un journaliste local tente d'éclaircir ces affaires, tandis qu'une campagne se déroule pour le poste de Gouverneur de l'Illinois. Elle voit s'affronter deux générations : l'actuel gouverneur en poste et le jeune et habile trésorier de l'Illinois, Ben Zajac.

## Distribution

### Acteurs principaux
- Kelsey Grammer (VFB : Martin Spinhayer) : Tom Kane, Maire de Chicago
- Connie Nielsen (VFB : Marcha Van Boven) : Meredith Kane, l'épouse de Tom Kane
- Hannah Ware (VFB : Violette Pallaro) : Emma Kane, fille de Tom Kane
- Jeff Hephner (VFB : Philippe Allard) : Ben Zajac, Trésorier de l'Illinois et candidat au poste de Gouverneur de l'Illinois
- Kathleen Robertson (VFB : Esther Afflalo) : Kitty O'Neill, l'assistante de Tom Kane
- Martin Donovan : Ezra Stone (principal saison 1, récurrent saison 2)
- Troy Garity (VFB : Karim Barras) : Sam Miller (récurrent saison 1, principal saison 2)
- Jonathan Groff (VFB : Stéphane Pelzer) : Ian Todd (saison 2)
- Rotimi : Darius (récurrent saison 1, principal saison 2)
- Tip "T.I." Harris : Trey (saison 2)
- Sanaa Lathan (VFB : Mélanie Dermont) : Mona Fredricks (saison 2)

### Acteurs récurrents
- Francis Guinan (VF : Benoït Van Dorslaer) : Gouverneur McCall Cullen
- Nicole Forester (en) : Maggie Zajac
- Steve Lenz : Phone Monkey
- Anita Nicole Brown : employée du bureau du maire

## Production
Le 20 novembre 2012, la série a été annulée. Pendant un temps, Lionsgate Television était en pourparlers avec la chaîne pour la production d'un téléfilm de deux heures afin de conclure la série.

### Tournage
- Studio Cinespace Chicago Film à Chicago dans Illinois

### Fiche technique
Sauf indication contraire, les informations mentionnées dans cette section peuvent être confirmées par la base de données cinématographiques IMDb,  présente dans la section « Liens externes ».
- Créateur : Farhad Safinia
- Réalisateurs : Jean de Segonzac (épisode 6), Mario Van Peebles (épisode 5), Jim McKay (épisode 3) et Gus Van Sant (épisode 1)
- Scénaristes : Angelina Burnett (épisode 14), Kevin J. Hynes (épisode 10), Bradford Winters (épisode 4) et Lynnie Greene (épisode 2)
- Producteur : Peter Giuliano (épisode 18)
  - Producteur exécutifs : Kelsey Grammer (épisode 18), Farhad Safinia (épisode 18), Brian Sher (épisode 18) et Gus Van Sant(épisode 18)
- Musique : Brian Reitzell
- Photographie : Richard Rutkowski et Kasper Tuxen
- Montage : Kevin Casey, Elba Sanchez-Short, Stephen Mark, Jo Francis, J. Kathleen Gibson et Dorian Harris
- Casting : Lauren Grey, Claire Simon et Francine Maisler
- Directeur artistique : Chris Cleek
- Décor : Desi Wolff et Julie Smith
- Effets spéciaux : Stargate Studios
- Maquillage : Mary 'Dugan' Buono, Aimee Lippert-Bastian, Suzi Ostos et John Jay-Bee Bivins
- Langue : anglais
- Société de Production : Lionsgate Television
- Pays :  États-Unis
- Société de Distribution (pour la télévision) : 
  -  États-Unis : Starz
  -  Canada : Bravo! Television
  -  Espagne : Canal+ España
  -  France : OCS
  -  Royaume-Uni : More4
  -  Allemagne : Filmconfect Home Entertainment
- Caméra : Arriflex Alexa
- Son : Dolby Digital - Couleur - 16:9 HD
- Durée : 56 min environ
- Date de Sortie : 
  -  États-Unis : 2011
  -  Australie : 4 juillet 2012
  -  Norvège : 16 septembre 2012
  -  Hongrie : 26 septembre 2012
  -  Italie : 4 octobre 2012
  -  Suède : 16 novembre 2012
  -  Espagne : 8 décembre 2012
  -  Indonésie,  Irlande : 2 janvier 2013
  -  Inde : 30 janvier 2013
  -  Allemagne : 18 mars 2013
  -  Royaume-Uni : 21 mars 2013
  -  Canada : 9 octobre 2013
  -  France : 24 juillet 2013 (DVD)[6]
  -  Belgique : 14 avril 2014
- Classification :
  -  États-Unis : TV-MA[7]
  -  France : Déconseillé aux moins de 10 ans[8]

## Épisodes

### Première saison (2011)
1. Les Combattants de la lumière (Listen)
2. Réflexe (Reflex)
3. Mon royaume pour un cheval (Swallow)
4. Dérapage (Slip)
5. Rosebud (Remembered)
6. Crachat (Spit)
7. Gel (Stasis)
8. L'Heure du choix (Choose)

### Deuxième saison (2012)
Le 21 septembre 2011, environ un mois avant la diffusion de la première saison, la série est renouvelée. Elle a été diffusée à partir du 17 août 2012.
1. Plus fort que les mots  (Louder Than Words)
2. Entre la vie et la mort (Through and Through)
3. Ablutions (Ablution)
4. Réflexe (Redemption)
5. Maniaque (Mania)
6. Émeutes (Backflash)
7. La Conversation (The Conversation)
8. On récolte ce qu'on sème (Consequence)
9. Pris au piège (Clinch)
10. La Vérité (True Enough)

## Diffusion internationale
| Pays        | Chaîne     | Première diffusion | Jour et horaire de diffusion |
| ----------- | ---------- | ------------------ | ---------------------------- |
| Royaume-Uni | More4      | 21 mars 2013       | Jeudi 23h00                  |
| Italie      | Rai Tre    | 4 octobre 2012     | Jeudi 21h05                  |
| Norvège     | VOX        | 16 septembre 2012  | Dimanche 22h10               |
| Australie   | SoHo       | 4 juillet 2012     | Mercredi 21h30               |
| Suède       | SVT2       | 16 novembre 2012   | Vendredi 22h15               |
| Espagne     | Canal+ 1   | 8 décembre 2012    | Samedi 21h30                 |
| Inde        | Star World | 30 janvier 2013    | Samedi 09h30                 |
| Indonésie   | HBO Asia   | 2 janvier 2013     | Lundi 22h00                  |
| Allemagne   | FOX        | 18 mars 2013       | Lundi 20h15                  |

## Personnages
Thomas « Tom » Kane
Tom Kane est le maire de Chicago depuis plus de vingt ans, et dirige la ville d'une main de fer. Quand on lui diagnostique une démence à corps de Lewy, maladie qui va le tuer en quelques années tout en lui faisant perdre ses moyens intellectuels, il va tout faire pour contenir sa maladie et ne rien laisser paraître avant de mourir.
Meredith Kane
Meredith est la femme de Tom Kane. Elle est également la fille du prédécesseur de son mari à la mairie de Chicago. Le couple vit encore sous le même toit, mais leur relation n'est plus que politique, Meredith bénéficiant du soutien et de l'aide de son mari pour ses projets caritatifs.
Emma Kane
Emma est la fille unique de Tom et Meredith Kane. Ses parents se sont éloignés d'elle quand leur carrière politique a pris le dessus, l'abandonnant à sa toxicomanie. Elle s'est depuis guérie et officie comme pasteur et comme médecin au dispensaire de la paroisse. Elle a une relation amoureuse tumultueuse avec Darius, un petit dealer.
Ben Zajac
Ben Zajac est le trésorier d’État que Tom Kane va prendre sous son aile pendant la saison 1, afin d'en faire un candidat aux primaires pour le siège de Gouverneur de l'Illinois contre le Gouverneur en place, McCall Cullen. Derrière la facette du père de famille spontané et humble se cache un coureur de jupons sans véritable envergure.
Ezra Stone
Ezra Stone est le conseiller particulier de Tom Kane, définissant les principales stratégies pour contrer les attaques politiques du conseil de la ville et des journalistes.
Kitty O'Neill
Kitty O'Neill est l'une des conseillères principales de Tom Kane pendant la saison 1, chargée des relations publiques et directement liée à la campagne de Zajac, avec qui elle aura une liaison.
Sam Miller
Samuel Miller est un journaliste travaillant pour le Sentinel. Obsédé par les secrets de Tom Kane, il va tout faire pour mettre à jour les manœuvres politiques du maire, découvrant rapidement que Kane pourrait être malade.

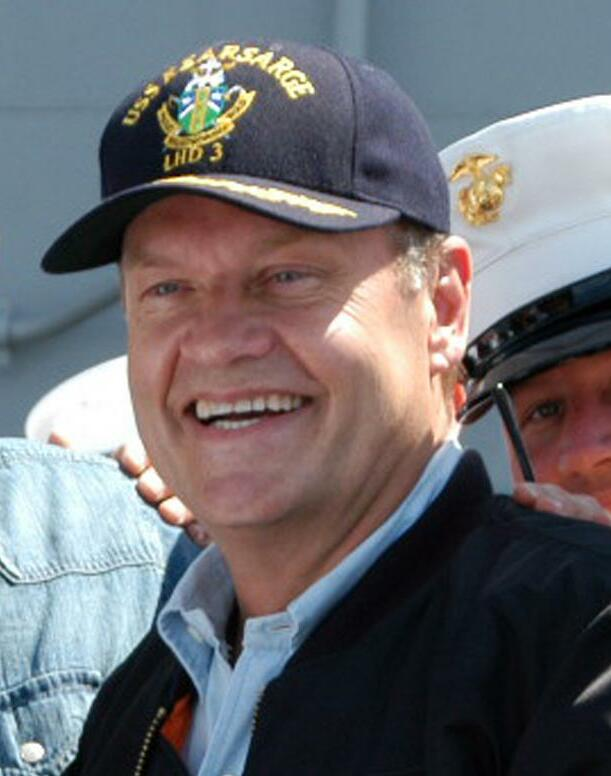
Tom Kane, Maire de Chicago
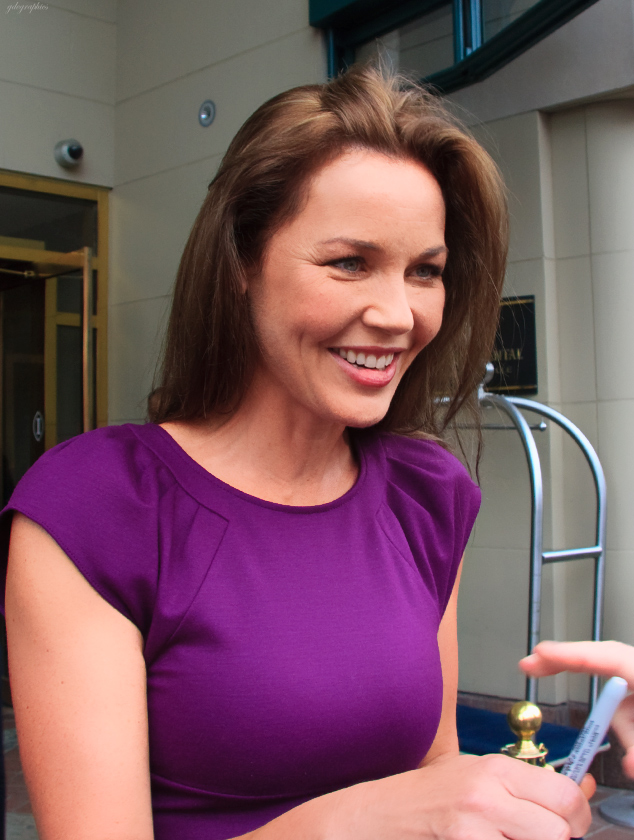
Meredith Kane, l'épouse de Tom Kane
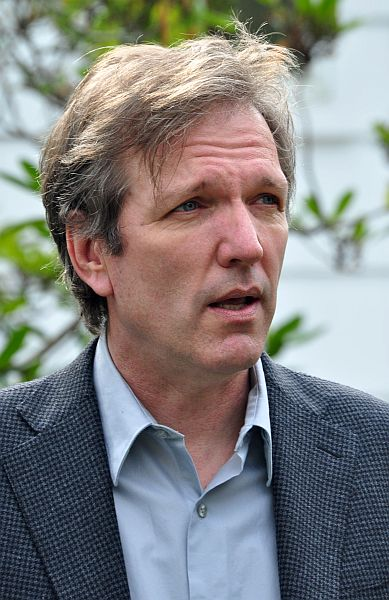
Ezra Stone
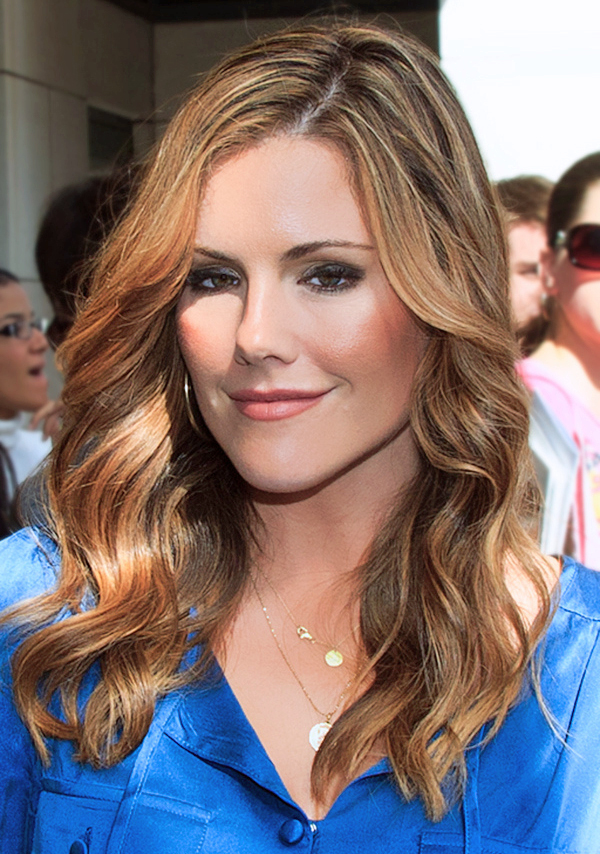
Kitty O'Neill, l'assistante de Tom Kane
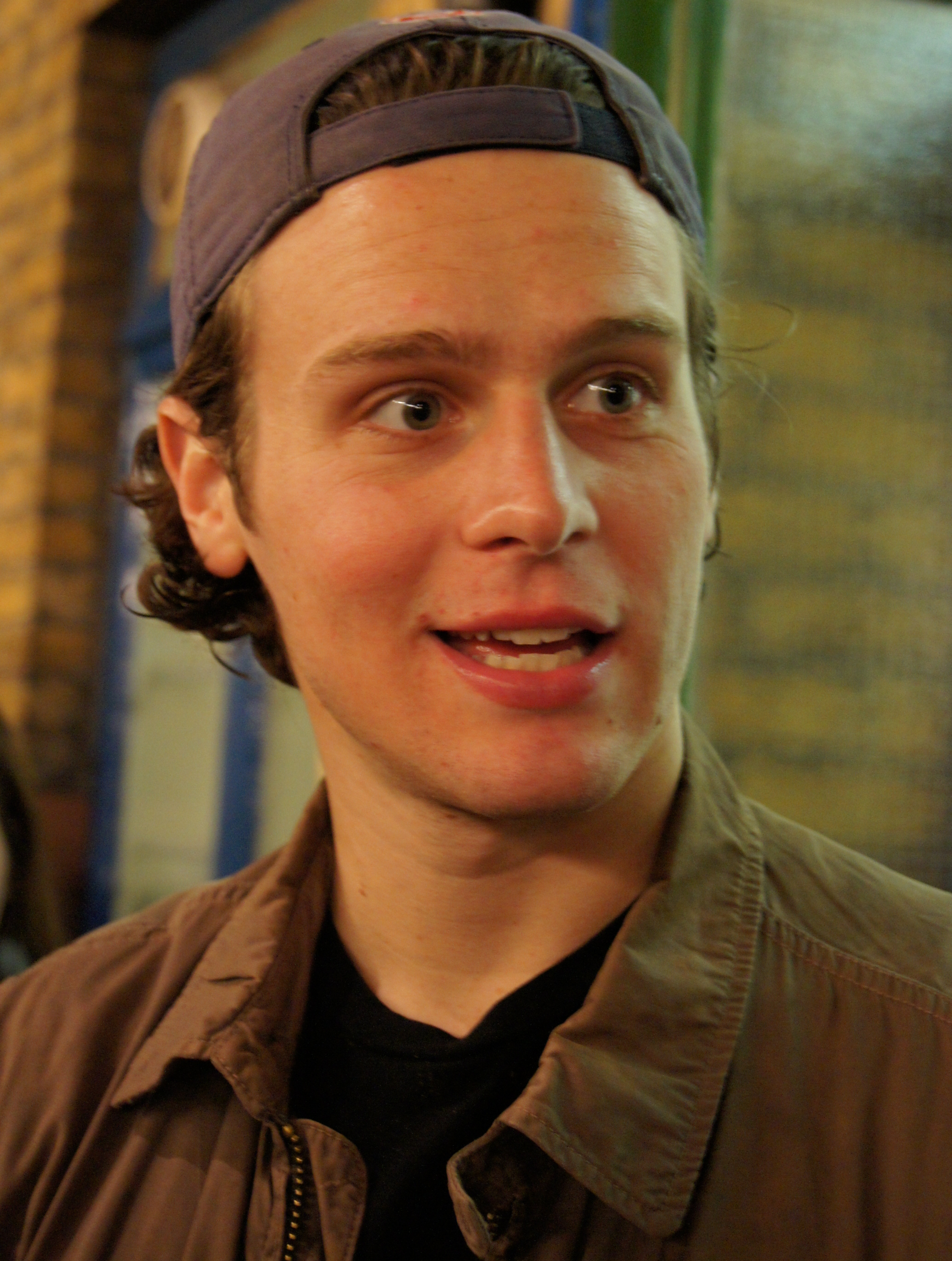
Ian Todd
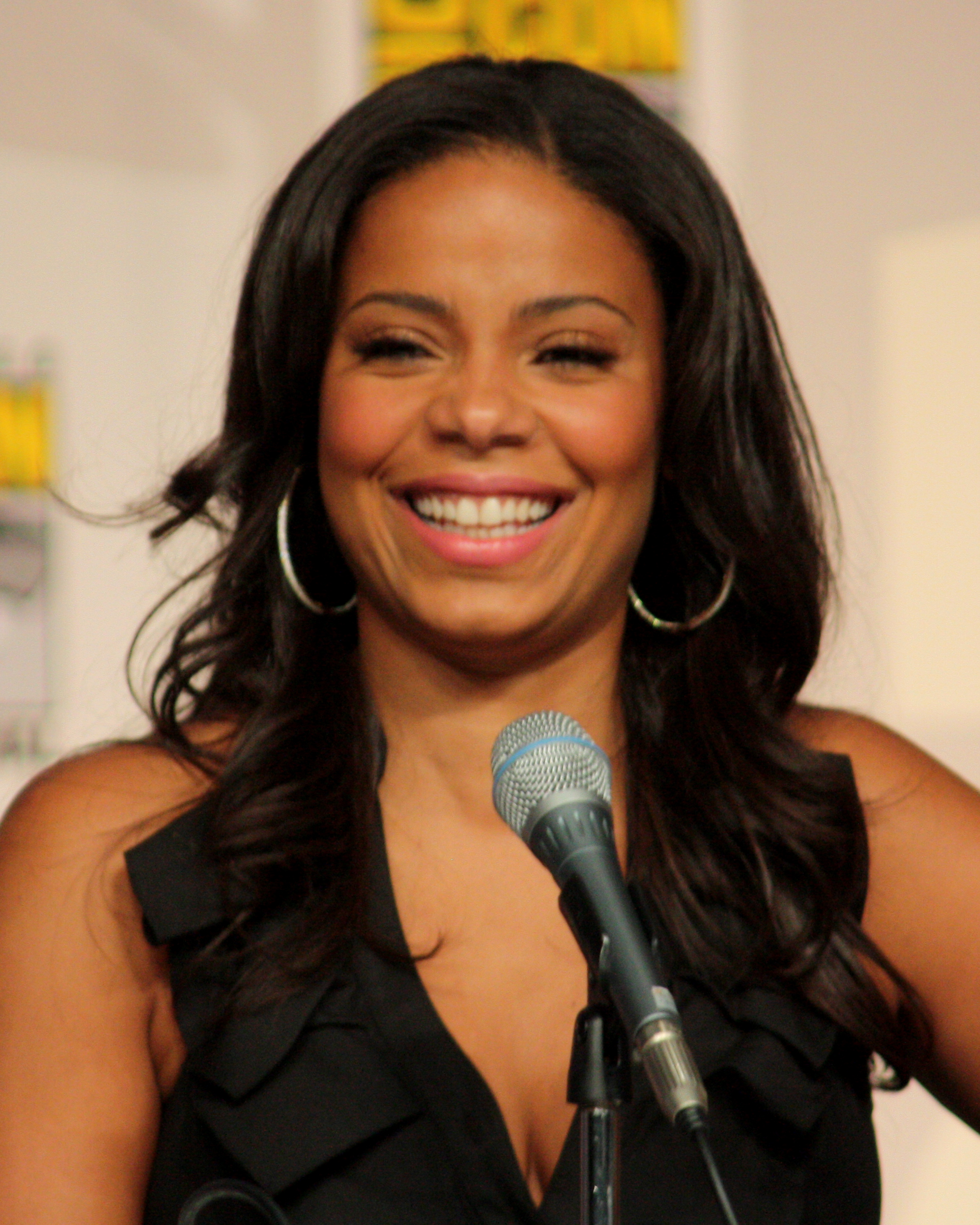
Mona Fredricks

## Distinctions
| Année                                 | Catégorie                                 | Acteur         | Résultat   | Ref.   |
| ------------------------------------- | ----------------------------------------- | -------------- | ---------- | ------ |
| Critics Choice Television Awards 2012 | Meilleur acteur dans une série dramatique | Kelsey Grammer | Nomination | [ 19 ] |
| Golden Globes 2012                    | Meilleur acteur dans une série dramatique | Kelsey Grammer | Lauréat    | [ 19 ] |
| Golden Globes 2012                    | Meilleure série dramatique                |                | Nomination | [ 19 ] |

## Sortie DVD et Blu-ray
| Saison | Saison | Épisodes | Diffusion original | Diffusion original | Sortie en DVD et Blu-ray | Sortie en DVD et Blu-ray | Sortie en DVD et Blu-ray |
| Saison | Saison | Épisodes | Début de saison    | Fin de saison      | Zone 1                   | Zone 2                   | Zone 4                   |
| ------ | ------ | -------- | ------------------ | ------------------ | ------------------------ | ------------------------ | ------------------------ |
|        | 1      | 8        | 21 octobre 2011    | 9 décembre 2011    | 24 juillet 2012          | 17 juin 2013             | 22 janvier 2014          |
|        | 2      | 10       | 17 août 2012       | 19 octobre 2012    | 9 avril 2013             | 30 juin 2014             | 16 juillet 2014          |